# Eckehard Kölbel
Eckehard Kölbel (* 10. Oktober 1942 in Leutenberg) ist ein deutscher Ingenieur und Politiker (DDR-CDU, ab 1990 CDU).

## Leben und Beruf
Nach dem Abitur 1961 absolvierte Kölbel eine Lehrausbildung zum Vermessungsfacharbeiter. Er studierte von 1963 bis 1969 Geodäsie an der Technischen Universität Dresden, bestand die Prüfung als Diplom-Ingenieur und arbeitete von 1969 bis 1974 als Spezialmesstruppführer und Ingenieur in der Vermessung. 1975/76 leistete er Wehrdienst bei der NVA. Nach einem postgradualen Studium war er von 1978 bis 1990 als Technologe und Ingenieur in der Vermessung tätig. Seit November 2001 ist er Vorsitzender des DRK-Kreisverbandes Gera-Stadt.
Eckehard Kölbel ist evangelisch, verheiratet und hat zwei Kinder.

## Politik
Kölbel trat in die Ost-CDU ein und war lange Zeit Mitglied des Kreisvorstandes der CDU Gera-Stadt. Von 1974 bis 1977 war er Stadtverordneter und Stadtrat für Verkehr und Nachrichtenwesen der Stadt Gera. Nach der politischen Wende in der DDR wurde er 1990 Mitglied der gesamtdeutschen Christdemokraten. Von 1990 bis 2004 war er Mitglied des Thüringer Landtages. Am 24. August 2004 wurde er erneut thüringischer Parlamentarier, als er für die ausgeschiedene Abgeordnete Johanna Arenhövel in den Landtag nachrückte. Zur Landtagswahl 2009 bewarb er sich nicht mehr um ein Mandat.